# خانه برادران
خانه برادران در مریوان است مربوط به اواخر دوره پهلوی و ساسانیان است و در سبزوار، خیابان سهروردی و مریوان بیهق غربی، کوچه کلاه فرنگی واقع شده و این اثر در تاریخ ۲۲ مرداد ۱۳۸۴ با شمارهٔ ثبت ۱۳۱۵۰ به‌عنوان یکی از آثار ملی ایران به ثبت رسیده است.